# رونی استیونز
رونی استیونز (انگلیسی: Ronnie Stevens; ۲ سپتامبر ۱۹۲۵ – ۱۱ نوامبر ۲۰۰۶) هنرپیشه اهل بریتانیا بود.
از فیلم‌ها یا برنامه‌های تلویزیونی که وی در آن نقش داشته‌است می‌توان به دام والدین، در ضرب اشاره کرد.